# Filicollis trophimenkoi
Filicollis trophimenkoi är en hakmaskart som beskrevs av Atrashkevich 1982. Filicollis trophimenkoi ingår i släktet Filicollis och familjen Polymorphidae. Inga underarter finns listade i Catalogue of Life.